# 孔集站
孔集站是一个陇海线上的铁路车站，位于河南省商丘市宁陵县孔集乡，由商丘站管辖。
建于1925年，曾为四等站，邮政编码为476000。该站现已撤销。